# Hate for sale
Albums de Pretenders
Alone
(2016) Relentless
(2023)
Hate for sale est le onzième album studio des Pretenders, sorti le 17 juillet 2020,,,,,,.

## Liste des titres
Toutes les chansons sont écrites et composées par Chrissie Hynde et James Walbourne.
| No  | Titre                         | Durée |
| --- | ----------------------------- | ----- |
| 1.  | Hate for sale                 | 2:30  |
| 2.  | The buzz                      | 3:50  |
| 3.  | Lightning man                 | 2:56  |
| 4.  | Turf accountant daddy         | 3:05  |
| 5.  | You can't hurt a fool         | 3:19  |
| 6.  | I didn't know when to stop    | 2:23  |
| 7.  | Maybe love is in NYC          | 3:25  |
| 8.  | Junkie walk                   | 2:44  |
| 9.  | Didn’t want to be this lonely | 2:56  |
| 10. | Crying in public              | 3:17  |

## Personnel
- Chrissie Hynde : guitare rythmique, harmonica sur Hate for sale, chant
- James Walbourne : guitares
- Martin Chambers : batterie
- Nick Wilkinson : guitare basse

### Musiciens supplémentaires
- Stephen Street : percussions, orgue, claviers, claquements de mains
- Louisa Fuller, Rick Koster : violon sur Crying in public
- John Metcalfe : alto sur Crying in public, orchestration pour cordes
- Sophie Harris : violoncelle sur Crying in public